# Deng Gai
Deng Gai (ur. 22 marca 1982 w Wau) – południowosudański koszykarz występujący na pozycjach silnego skrzydłowego lub środkowego, posiadający także amerykańskie obywatelstwo.
Gai grał na Uniwersytecie Farfield, gdzie trzykrotnie zdobył nagrodę obrońcy roku. 22 stycznia 2005 zanotował 13 bloków podczas spotkania z Siena Saints. Zablokował co najmniej 13 rzutów w jednym meczu, jako 12 zawodnik w historii rozgrywek NCAA.
Deng startował do draftu NBA w 2005 roku lecz nie został wybrany przez żadną z drużyn. Po paru miesiącach został graczem Philadelphi 76ers. 
W sezonie 2007/2008 reprezentował Śląsk Wrocław.
Jest kuzynem uczestnika meczu gwiazd NBA i byłego koszykarza – Luola Denga.

## Osiągnięcia
Na podstawie, o ile nie zaznaczono inaczej.
NCAA
- Obrońca roku konferencji Metro Atlantic Athletic (MAAC – 2002, 2003, 2005)
- Zaliczony do:
  - I składu:
    - MAAC (2003, 2005)
    - turnieju MAAC (2003)
    - pierwszoroczniaków MAAC (2002)
- Lider w blokach[5]:
  - NCAA (2005)[6]
  - konferencji MAAC (2002, 2003, 2005)

Drużynowe
- Wicemistrz USBL (2006)

Indywidualne
- Zaliczony do I składu defensywnego USBL (2007)
- Lider USBL w blokach (2007)